# Число Фридмана
Числами Фридмана называются такие числа, которые можно записать нетривиальным путём, используя все цифры, входящие в число, операции сложения, вычитания, умножения, деления, возведения в степень и сочленения цифр (сочленение цифр m и n, есть число mn, то есть число m × 10 + n), входящих в число.
Так числа 2,5 и 126 будут являться числами Фридмана, потому что 2,5 = 5 : 2, а 126 = 6 × 21. Число 25 — единственное двузначное число Фридмана, трёхзначных чисел больше — их тринадцать: 121, 125, 126, 127, 128, 153, 216, 289, 343, 347, 625, 688, 736.